# Piotr Leszczenko
Piotr Konstantinowicz Leszczenko, ukr. Петро Констянтинович Лещенко, ros. Пётр Константинович Лещенко (ur. 21 czerwca?/3 lipca 1898 we wsi Isajewo w guberni chersońskiej, zm. 16 lipca 1954 w Târgu Ocna) – rumuński piosenkarz, tancerz i restaurator, duchowny prawosławny pochodzenia ukraińskiego.

## Życiorys
Urodził się jako nieślubny syn Marii Leszczenkowej (córki Konstiantyna), która jeszcze w okresie niemowlęcym artysty, wyjechała z nim do Kiszyniowa. Jak później wspominała wdowa po Piotrze – Wiera, matka piosenkarza miała słuch absolutny, a chłopca od najmłodszych lat uczyła ukraińskich piosenek ludowych, co wywarło silny wpływ na jego muzyczny rozwój. Od 1906 r. chodził na naukę muzyki do wojskowego chóru cerkiewnego. Ukończył szkołę średnią w Kiszyniowie i zdobył ogólne wykształcenie muzyczne. W 1915 r. z powodu chłopięcej mutacji głosu odszedł z chóru.
Wstąpił ochotniczo do armii rosyjskiej. Brał udział w I wojnie światowej. Służył do listopada 1916 r. w 7 Dońskim Pułku Kozackim, po czym skierowano go do szkoły podchorążych piechoty w Kijowie, którą ukończył w marcu 1917 r. W składzie 40 Zapasowego Pułku Piechoty trafił na Front Rumuński, gdzie przeszedł do 55 Podolskiego Pułku Piechoty. Objął dowództwo plutonu. W sierpniu tego roku został ciężko ranny. Wydarzenia rewolucyjne października 1917 r. zastały go w szpitalu w Kiszyniowie. Po zajęciu Besarabii przez wojska rumuńskie w styczniu 1918 r. zamieszkał w Kiszyniowie.
Do pocz. 1919 r. pracował jako tokarz. Następnie został młodszym duchownym w jednej z miejscowych cerkwi. Jednocześnie pełnił funkcję pomocnika kierownika chóru cerkiewnego. Zaczął też występować w kwartecie wokalnym w operze kiszyniowskiej. Jesienią 1919 r. wszedł w skład grupy tanecznej „Jelizarow”. Do 1925 r. występował jako tancerz i śpiewak w różnych grupach artystycznych w różnych miastach Rumunii. Następnie wyjechał do Paryża, gdzie występował z Antoniną Kangizier. Od maja 1926 r. do sierpnia 1928 r. odbył trasę artystyczną po krajach Europy i Bliskiego Wschodu. Po powrocie do Rumunii został zatrudniony w bukaresztańskim teatrze „Teatrul Nostra”. Występował też od czasu do czasu na Łotwie. Jesienią 1931 r. podpisał kontrakt muzyczny z berlińską firmą „Parlophon”. Wkrótce doszedł kolejny kontrakt z rumuńską filią firmy brytyjskiej „Columbia”, rumuńską firmą „Electrecord” i łotewską firmą „Bellacord”. W 1933 r. zamieszkał w Bukareszcie. W 1935 r. został współwłaścicielem restauracji „Leszczenko”, w której regularnie śpiewał. W tym czasie 2 razy wyjeżdżał do Londynu, występując w radio.
W październiku 1941 r. został zmobilizowany do rumuńskiego 16 Pułku Piechoty. Próbował uwolnić się od służby wojskowej, ale nie udało mu się, a ponadto po przybyciu na okupowaną Ukrainę stanął przed sądem oficerskim, ale został uniewinniony. W grudniu tego roku otrzymał zaproszenie na koncerty od dyrektora opery w Odessie, ale dowódca jego pułku nie wyraził zgody. Dopiero w marcu 1942 r. na mocy decyzji oddziału kulturalno-oświatowego urzędu gubernatora okupowanych ziem radzieckich mógł udać się do miasta. Udało mu się otrzymać zgodę na pobyt w Odessie, ale w lutym 1943 r. został zmuszony do powrotu do 16 Pułku Piechoty. Został członkiem wojskowej grupy artystycznej 6 Dywizji Piechoty. W październiku 1943 r. trafił na front na Krymie, gdzie służył jako oficer sztabowy do poł. marca 1944 r. Następnie został kierownikiem kantyny oficerskiej. Po skierowaniu w stopniu kapitana do rezerwy nie powrócił do Bukaresztu, ale przyjechał do Odessy. Wkrótce ewakuował się do Niemiec, a stamtąd przybył do Bukaresztu. Po zajęciu miasta przez Armię Czerwoną we wrześniu 1944 r. występował wraz z żoną Wierą Biełousową w sowieckich szpitalach, garnizonach, klubach oficerskich.
26 marca 1951 r. został aresztowany przez rumuńskie służby bezpieczeństwa podczas koncertu w Braszowie. 16 lipca 1954 r. zmarł w szpitalu więziennym w Târgu Ocna. Pozostawił po sobie ponad 180 płyt gramofonowych z jego piosenkami. Pod koniec lat 80. w ZSRR i Rumunii nastąpił powrót popularności twórczości muzycznej Piotra K. Leszczenki.